# Grigori Bajchivandzhi
Grigori Yákovlevich Bajchivandzhi (en ruso: Григорий Яковлевич Бахчиванджи, Brinkovskaya, 20 de febrero de 1908-Sverdlovsk, 27 de marzo de 1943) fue un piloto de pruebas soviético.
Nació el 20 de febrero de 1908 en Brinkovskaya, en el entonces óblast de Kubán del Imperio ruso, en el seno de una familia de origen gagaúzo. Comienza a trabajar en un taller siderúrgico de la ciudad de Primorsko-Ajtarsk en 1925. En 1927 se trasladó a Mariúpol, en el óblast de Donetsk de la RSS de Ucrania, trabajando en una fábrica. En 1931 entra en el Ejército Rojo de Obreros y Campesinos, graduándose en la escuela aerotécnica en 1933 y en la de pilotos en 1934 en Oremburgo. Debido a sus habilidades y aptitudes, pronto se le encomendaron labores de prueba de aviones de reconocimiento y cazas.
Tras la invasión alemana de la Unión Soviética en 1941, fue nombrado jefe de una escuadrilla de cazas que participó en la defensa de Moscú, la 402.IAP, equipada con MiG-3. Obtuvieron una serie de victorias en el frente, derribando ese año el 4 de julio 2 aparatos enemigos (Do-217), un Ju-88 en cooperación el día 7, un Bf-110 el día 8, un Ju-88 el día 9, un Hs 126 en cooperación el día 10, dos Bf-109 en cooperación el día 30 y un Ju-88 el día 2 de agosto. En agosto se reincorpora a los trabajos de ensayo con el grado de capitán y enviado a Sverdlovsk, para la prueba del primer caza BI-1. El 17 de octubre de 1942 recibió la Orden de Lenin por su valor en el frente. Voló el primer Bi-1 el 15 de mayo de 1942. En el siguiente vuelo experimental, el 27 de marzo de 1943, su avión, al acercarse a la velocidad del sonido cayó en picado, muriendo Bajchivandzhi en el accidente. A resultas de las investigaciones derivadas del mismo, se abandonó el proyecto del avión cohete Bi-1. Fue enterrado en el posiólok Mali Istok, cerca de Sverdlovsk, erigiéndose en 1963 un obelisco en su tumba.

## Condecoraciones
- Héroe de la Unión Soviética (28 de abril de 1973, póstumo).
- Estrella de Oro
- Dos Órdenes de Lenin.
- Existe una localidad que lleva su nombre en el raión de Shchólkovo del óblast de Moscú, en Rusia.[1]